# مردخاي زاكين
مردخاي زاكين المعروف أيضًا باسم «موطي زاكين» (بالعبريّة: מרדכי أو מוטי זקן) هو مستشرق ومؤرِّخ يهوديّ متخصِّص في شؤون الأقليّات في الشّرق الأوسط، له دراسات عديدة عن تاريخ اليهود الأكراد والآشوريين في كردستان.

## حياته وإنجازه العلمي
وُلد مردخاي زاكين في القدس عام 1958، وتتلمذ في مدارسها، التحق بالجامعة العبرية في القدس وحصل منها على شهادة البكالوريوس في العلوم السياسيَّة، والدِّراسات الإسلاميّة والشّرق أوسطيَّة، حصل على منحة دراسيَّة عام 1987-1988 للدّراسة في جامعة ساني بينغامتون في الولايات المتحدة، ثُمّ في جامعة نيويورك خلال العام الدّراسيّ 1989-1990، تابع بعدها تعليمه في الجامعة العبرية وحصل منها على لقب الماجستير، ثمّ حصل على شهادة الدّكتوراة عام 2003.
كان من أساتذته الذين تتلمذ عليهم: موشيه شارون (الذي درس لديه التّاريخ الإسلاميّ، وتاريخ الشّرق الإسلاميّ) وبنيامين زئيڤ كيدار، الذي درس عليه تاريخ العصر الوسيط، والتّاريخ المقارن، والمرحوم جدعون غولدنبرغ المختصّ باللغات السّاميَّة الذي شاركه مردخاي زاكين في نشر سفر راعوث باللغة الآراميّة الحديثة.
توفّي موطي زاكين بتاريخ 14 أيار 2021 بعد صراع طويل مع مرض السرطان. دُفن في القدس.

## أبحاثه في تاريخالأكراد
تستند أبحاثه عن العلاقات بين اليهود والمجتمع القبلي الكردي إلى مشروع مفصَّل سعى إلى تدوين الرّوايات الشَّفويَّة التي يتناقلُها اليهود الأكراد المسنّون، وحفظها من الضَّياع. حظي كتابُه عن يهود كردستان ورؤسائهم القبليين بشهرة واسعة، وتُرجم إلى عددٍ من اللُّغات.
لقد قاد النّقص الذّريع في المصادر المكتوبة عن تاريخ العلاقات بين الأكراد واليهود إلى دراسة التّاريخ الشّفويّ للأكراد، وقد أجرى زاكين بين الأعوام 1985 وحتّى 2002 مقابلاتٍ مع أكثر من ستّين إخباريّ يهوديّ، وأسفرت تلك المقابلات عن رصيدٍ تاريخيّ هامّ، وحفظت هذه الرِّوايات التّاريخيَّة الهامّة من الضّياع. تُشكِّل دراساته المفصَّلة في هذا الحقل مصدرًا تاريخيًّا جديدًا، وسجلّاً هامًّا لتاريخ العلاقات بين اليهود والمجتمع الكُرديّ القبليّ. وقد حظيت دراسته المقارنة عن تاريخ العلاقات بين اليهود، والمسيحيين، والحُكّام الأكراد المسلمين خلال القرنين التّاسع عشر والعشرين باهتمام بالغ، وتمخَّضت هذه الدِّراسات التي استغرقت ردحًا طويلاً من الزّمن عن كتابٍ صدر عام 2007 ذاع صيت الكتاب، ولقي اهتمامًا من الدارسين في العالم العربي والإسلامي. وقد ترجم إلى اللغة العربية، وصدر في بيروت عن «مركز للبحوث العلمية» 2013، وتُرجمَ إلى لكردية السورانية في أربيل عام 2015. وترجمت بعض فُصوله إلى عددٍ من اللّغات من ضمنها: اللغة الفرنسيَّة، والفارسيَّة، والكرمانجيَّة.

## المناصب الإداريّة
بالإضافة إلى نشاطه في مجال الدِّراسات والأبحاث الأكاديميَّة أشغل زاكين مناصب إداريَّة عديدة في الحكومة الإسرائيليَّة، فقد كان مستشار رئيس الحكومة بنيامين نتانياهو لشؤون الأقليّات في إسرائيل، وذلك خلال الحكومة الأولى لنتنياهو والّتي تسلّمت الحكم بين 1997-1999، كما أشغل منصب مستشار الشّؤون العربيَّة في الحكومات الإسرائيليَّة التّالية (بدءًا من عام 2001). وقد أقام علاقات وطيدة مع قادة وزعماء الأقليّات العرقيَّة والدّينيَّة في إسرائيل، كما عمل على تطوير العلاقات مع زعماء المسيحيين العرب إسرائيل والعالم، والحدّ من أعمال الكراهيَّة والعدوان التي تعرّضوا لها من الأقليّات العربيَّة الأخرى.

## دوره في قضيّة مسجد شهاب الدّين
كان مردخاي زاكين مُنسِّق اللّجنة الوزاريَّة الثّالثة التي عملت على حلِّ النِّزاع بين المسلمين والمسيحيين في مدينة النّاصرة على موقع مسجد شهاب الدِّين، فقد أراد المسلمون في النّاصرة إنشاء مسجدٍ ضخمٍ على قطعة أرضٍ كانت وقفًا لهُم، وذلك بعد هدم مبنى المدرسة الإسلاميَّة القديمة التي كانت قائمة هُناك، فعارض المسيحيّون ذلك بشدَّة بدعوى أنَّ المسجد سوف يحجُب مبنى كنيسة البشارة التي تُشكِّلُ معلمًا هامًّا من معالم المدينة، كما لجأ أعيان المسيحيين إلى تقديم شكاوى للحكومة الإسرائيليَّة، وادّعوا أنَّ ذلك الموضع ليس من ضمن الأوقاف الإسلاميَّة في المدينة، وشهدت النّاصرة عشيَّة زيارة البابا يوحنا بولس الثاني لها عام 2000 أحداثًا طائفيَّة، إذ أعلنت الحركة الإسلامية التي كانت تُمثِّل المسلمين إصرارها على بناء مسجد في ذلك الموضع، بينما كانت البلديَّة قد أعدَّت ذلك المكان لاستقبال الحجاج المسيحيين والسياح. أُطلِقَ على هذه القضيَّة في الإعلام الإسرائيلي اسم «قضيَّة مسجد شهاب الدّين»، وحظيت بتغطية إعلامية واسعة. وفي عام 1997 وافقت الحكومة الإسرائيلية على اقامة المسجد ممّا أدّى إلى اندلاع نزاعٍ عنيف بين المسيحيين والمسلمين من السُّكّان، لكنَّ الحُكومة الإسرائيليَّة تراجعت في عام 2002 عن قرارها السّابق بالسّماح للمسلمين ببناء مسجدٍ لهُم في ذلك الموضع، وذلك بعد ضغط من الفاتيكان والولايات المتحدة. أوكِلت إلى موطي زاكين مهمّة صياغة المُسوَّدة الأخيرة لقرار مجلس الوزراء الإسرائيلي بهذه القضيَّة، وقد اعتمد عليها المُفوَّضُ الحُكوميّ في ردّ الاعتراض الذي قُدِّم لمحكمة العدل العُليا ضدّ قرار الحكومة الإسرائيليَّة خلال السّنتين 2001-2003 بمنع المسلمين من إقامة مسجد شهاب الدّين في الموضع محلّ النِّزاع بين الطائفتين.

## تأسيس رابطة الصداقة بينإسرائيلوكردستان
أسَّس في عام 1993 رابطة الصَّداقة بين إسرائيل وكردستان، وهي أوَّل جمعية صداقة بين اليهود وأي جماعة في الدُّول العربية، بالتّعاوُن مع موشيه زاكين ومير باروخ، ومايكل نيبور، وفي عام 1994 زار المراكز الكردية في لندن والتقى مع قادة المنفى وأعيان المجتمع الكردي. وفي تشرين الأول/ أكتوبر 2012، زار كردستان بدعوة من المنتدى الكردستاني العالمي، وشارك في تشرين الأول/ أكتوبر 2013 وقدم عرضا لهذا المنتدى الذي عقد في ستوكهولم بالسويد.

## مواجهة جرائم الكراهية وتشكيل المنتدى الحكومي المسيحي
حافظ مردخاي زاكين أثناء عمله مستشارًا لشؤون العرب والأقليات الإسرائيلية لكل من رئيس الوزراء الإسرائيلي، ووزارة الأمن الداخلي، على اتصال وثيق مع زعماء الأقليات الدينية والعرقيَّة، وعمل جاهدًا على مكافحة جرائم الكراهيَّة.
أسَّس عام 2013 بالتَّعاوُن مع مسؤولين رفيعي المستوى في الحكومة الإسرائيلية «المنتدى الحكومي – المسيحي» الذي يعمل على تطوير العلاقات بين الطّوائف المسيحية وبين الحكومة، ومن بين القادة البارزين في الجانب المسيحي ممَّن ساعدوا في إنشاء هذا المنتدى القس تشارلز (تشاك) كوب، من الكنيسة المعمدانية في القدس، والقائد ديفيد بيليجي، رئيس كنيسة المسيح التي تقع داخل باب الخليل في القدس.

## جائزة رئيس الوزراء لدراسة المجتمعات اليهوديّة في الدُّول الإسلاميَّة
حصل مردخاي زاكين على "جائزة رئيس الوزراء لدراسة المجتمعات اليهوديّة في الدُّول الإسلاميَّة للعام 2019"، وجاء في حيثيّات قرار لجنة التّحكيم الّتي قرَّرت منح الجائزة لزاكين ما يلي: "مُنح مردخاي زاكين هذه الجائزة لدراسته المتعمّقة حول "يهود كردستان ورؤساؤهم القبليون: دراسة في فنّ البقاء"، وحول دراسته "المجتمعات اليهوديَّة داخل المجتمع الكُردي القبليّ". وقد تمَّت الإشادة بأهميّة هذا البحث الجذري الذي يستند إلى مقابلات مباشرة، والّذي تضمَّن معلومات من مصادر أوّليَّة عن حياة اليهود والأكراد في كردستان، ولذلك فهو بمثابة سجلّ تاريخي لحياة يهود كردستان. وقد جاءت هذه الدِّراسة في واقع تُعاني فيه الدِّراسات الأكاديميَّة من نُدرة المصادر المكتوبة عن اليهود الأكراد، فألقى هذا البحث الضَّوء على التَّجربة الشَّخصيَّة للحياة اليوميَّة في المُجتمعات اليهوديَّة، وساهم في فهم العلاقات بين المسلمين واليهود، وأحوال الأقليّات في الشَّرق الأوسط.